# Хаґай Нецер
Хаґай Нецер (івр. חגי נצר; нар. 1945) — почесний професор астрофізики в Тель-Авівському університет, колишній завідувач кафедри позагалактичної астрономії (1994—2011). Дослідник активних ядер галактик, галактик зі спалахом зореутворення і чорних дір. Лауреат премії Вейцмана за дослідження в галузі точних наук (2005), член Лондонського королівського астрономічного товариства. Автор багатьох професійних і науково-популярних книг.

## Біографія
Хаґай Нецер народився в кібуці Рамат-Йоханан в родині Ати та Моше Нецерів. За спогадами Нецера, фізика Всесвіту інтригувала його ще з часів середньої школи. У 1972 році він закінчив бакалаврат з фізики в Тель-Авівському університеті, а в 1975 році захистив дисертацію доктора філософії з астрофізики в Сассексському університеті в Англії.
У 1977 році він приєднався до факультету фізики та астрономії Тель-Авівського університету. З 1987 року він був членом ради університету, а з 1994 року очолював кафедру позагалактичної астрономії. Нецер також був директором обсерваторії Вайс, керівником відділу астрофізики та першим директором Інституту астрономії Реймонда і Берлі Скларів і Міжнародного інституту експериментальної астрофізики. З 2009 року він є почесним професором Тель-Авівського університету.

## Наукові дослідження
Нецер спеціалізується на вивченні активних ядер галактик, галактик зі спалахом зореутворення, процесів поглинання речовини чорними дірами, акреційних дисків, зростанні та еволюції надмасивних чорних дір, іонізації та нагрівання газу та пилу в астрономічних тілах.
Він проводить свої дослідження за допомогою наземних телескопів в Ізраїлі та за кордоном і космічних телескопів, у тому числі космічного телескопа Габбла.

## Посади
- 1977 — викладач Тель-Авівського університету
- 1979 — старший викладач Тель-Авівського університету
- 1983 — доцент Тель-Авівського університету
- 1987 — повний професор Тель-Авівського університету
- 1977—2013 — запрошений професор у різних академічних установах Європи, Японії та США
- 2009 — почесний професор Тель-Авівського університету

## Візднаки
- 1972—1975 — стипендія Ротшильда
- 2003 — член Лондонського королівського астрономічного товариства
- 2018 — член Ізраїльського фізичного товариства
- 2005 — премія Вейцмана за дослідження в галузі точних наук (2005) за внесок в астрофізику і особливо у вивчення активних ядер галактик і вимірювання мас надмасивних чорних дір
- 2005 — Гумбольдтівська премія уряду Німеччини

## Книги
Нецер написав кілька книг, зокрема:
- «Всесвіт: Основи астрофізики» (з Меїром Мідевом і Ноахом Барошем).
- «Подорож до розуму: пошуки життя у Всесвіті» (разом з Амі Бен-Басатом). Книга, яка пояснює, що таке життя та як воно було створене з основних елементів, а також що ми знаємо сьогодні про можливість життя за межами Землі.
- «До краю Всесвіту: зорі, туманності, галактики»(з Меїром Мідевом і Рут Сетої).
- «Мінливий Всесвіт: хід життя зір» (з Меїром Мідевом).
- «Фізика та еволюція активних ядер галактик».
- «Зустрічі на Чумацькому шляху» (з Амі Бен-Басатом)